# Ifs (Calvados)
Ifs település Franciaországban, Calvados megyében. Lakosainak száma 11 868 fő (2022. január 1.). Ifs Caen, Cormelles-le-Royal, Fleury-sur-Orne, Grentheville, Soliers, Castine-en-Plaine és Saint-Martin-de-May községekkel határos.

## Népesség
A település népességének változása:
| Lakosok száma | 2681 | 5635 | 6974 | 10 684 | 11 500 | 11 562 | 11 766 | 11 696 | 11 902 | 11 868 |
|               | 1968 | 1982 | 1990 | 2006   | 2013   | 2015   | 2017   | 2019   | 2020   | 2022   |